# Liste der Nummer-eins-Hits in Australien (2012)
Diese Liste enthält alle Nummer-eins-Hits in Australien im Jahr 2012. Grundlage sind die Top 50 der australischen Charts der ARIA. Es gab in diesem Jahr 18 Nummer-eins-Singles und 22 Nummer-eins-Alben.

## Singles
| ← 2011 ← | Liste der Nummer-eins-Hits in Australien | Liste der Nummer-eins-Hits in Australien | Liste der Nummer-eins-Hits in Australien | 2013 →                    |
| \| Zeitraum \| Wo. ges. \| Interpret \| Titel Autor(en) \| Zusätzliche Informationen \| \| (Zeitraum, Wochen auf Platz eins, Interpret, Titel, Autor[en], zusätzliche Informationen) \| \| \| \| \| \| ----------------------------------------------------------------------------------------- \| -------- \| ------------------------------------- \| ------------------------------------------------------------------------------------------------------------------------------------------------------------------------------------- \| ------------------------- \| \| 11. Dezember 2011 – 1. Januar 2012 4 Wochen (insgesamt 4) \| 4 \| Reece Mastin \| Good Night David Nicholas Musumeci, Antonio Francesco Egizii, Hayley Warner \| – \| \| 2. Januar 2012 – 15. Januar 2012 2 Wochen (insgesamt 9) \| 9 \| LMFAO \| Sexy and I Know It David Jamahl Listenbee, Kenny Oliver, Stefan Kendal Gordy, Skyler Austen Gordy, George Matthew Robertson, Erin Beck \| – \| \| 16. Januar 2012 – 22. Januar 2012 1 Woche \| 1 \| Foster the People \| Pumped Up Kicks Mark Derek Foster \| – \| \| 23. Januar 2012 – 4. März 2012 6 Wochen \| 6 \| Flo Rida feat. Sia \| Wild Ones Raphaël David Judrin, Pierre-Antoine Joseph Michel Melki, Jacob Elisha Luttrell, Marcus Cooper, Benjamin Maddahi, Tramar Dillard, Axel Christofer Hedfords, Sia Kate Furler \| – \| \| 5. März 2012 – 11. März 2012 1 Woche \| 1 \| Gym Class Heroes feat. Neon Hitch \| Ass Back Home Ammar Malik, Travis McCoy, Matt McGinley, Disashi Lumumba-Kasongo, Eric Roberts, Daniel Omelio, David Silberstein, Benjamin Levin \| – \| \| 12. März 2012 – 1. April 2012 3 Wochen \| 3 \| Fun feat. Janelle Monáe \| We Are Young Nathaniel Joseph Ruess, Andrew Dost, Jack Michael Antonoff, Jeffrey Bhasker \| – \| \| 2. April 2012 – 6. Mai 2012 5 Wochen \| 5 \| Carly Rae Jepsen \| Call Me Maybe Joshua Keeler Ramsay, Carly Rae Jepsen, Tavish Crowe \| – \| \| 7. Mai 2012 – 24. Juni 2012 7 Wochen (insgesamt 8) \| 8 \| Flo Rida \| Whistle Tramar Dillard, David Edward Glass, Antonio Clarence Mobley, Marcus Killian, Justin Scott Franks, Breyan Stanley Isaac, Arthur Scott Pingrey, Joshua Ralph \| – \| \| 25. Juni 2012 – 1. Juli 2012 1 Woche \| 1 \| Karise Eden \| Stay with Me Baby George David Weiss, Jerry Ragovoy \| – \| \| 2. Juli 2012 – 8. Juli 2012 1 Woche (insgesamt 8) \| 8 \| Flo Rida \| Whistle Tramar Dillard, David Edward Glass, Antonio Clarence Mobley, Marcus Killian, Justin Scott Franks, Breyan Stanley Isaac, Arthur Scott Pingrey, Joshua Ralph \| – \| \| 9. Juli 2012 – 15. Juli 2012 1 Woche \| 1 \| Reece Mastin \| Shout It Out Reece Mastin, David Nicholas Musumeci, Antonio Francesco Egizii \| – \| \| 16. Juli 2012 – 22. Juli 2012 1 Woche \| 1 \| Pink \| Blow Me (One Last Kiss) Gregory Allen Kurstin, Alecia B. Moore \| – \| \| 23. Juli 2012 – 5. August 2012 2 Wochen \| 2 \| Fun \| Some Nights Nathaniel Joseph Ruess, Andrew Dost, Jack Michael Antonoff, Jeffrey Bhasker \| – \| \| 6. August 2012 – 19. August 2012 2 Wochen \| 2 \| Justice Crew \| Boom Boom Jeremy David Skaller, Robert W. Larow, Khaled Rohaim, Jay Sean, Marlon Timothy Bonds \| – \| \| 20. August 2012 – 30. September 2012 6 Wochen \| 6 \| Guy Sebastian feat. Lupe Fiasco \| Battle Scars Wasalu Muhammad Jaco, Guy Theodore Sebastian, David Ryan Harris \| – \| \| 1. Oktober 2012 – 11. November 2012 6 Wochen \| 6 \| Psy \| Gangnam Style Yoo Gun-hyung, Park Jae-sang \| – \| \| 12. November 2012 – 25. November 2012 2 Wochen \| 2 \| Swedish House Mafia feat. John Martin \| Don’t You Worry Child Michel Henry Allan Zitron, Martin John Lindström, Axel Christofer Hedfors, Steve Angello, Sebastian Carmine Ingrosso \| – \| \| 26. November 2012 – 2. Dezember 2012 1 Woche \| 1 \| Samantha Jade \| What You’ve Done to Me Tania Emilia F. Doko, David Nicholas Musumeci, Antonio Francesco Egizii, Jörgen Kjell Elofsson \| – \| \| 3. Dezember 2012 – 20. Januar 2013 7 Wochen \| 7 \| Macklemore & Ryan Lewis feat. Wanz \| Thrift Shop Ben Haggerty, Ryan S. Lewis \| – \| |                                          |                                          | |                           |
| ← 2011 |                                          |                                          | | → 2013 →                  |
| Zeitraum | Wo. ges.                                 | Interpret                                | Titel Autor(en) | Zusätzliche Informationen |
| (Zeitraum, Wochen auf Platz eins, Interpret, Titel, Autor[en], zusätzliche Informationen) |                                          |                                          | |                           |
| 11. Dezember 2011 – 1. Januar 2012 4 Wochen (insgesamt 4) | 4                                        | Reece Mastin                             | Good Night David Nicholas Musumeci, Antonio Francesco Egizii, Hayley Warner | –                         |
| 2. Januar 2012 – 15. Januar 2012 2 Wochen (insgesamt 9) | 9                                        | LMFAO                                    | Sexy and I Know It David Jamahl Listenbee, Kenny Oliver, Stefan Kendal Gordy, Skyler Austen Gordy, George Matthew Robertson, Erin Beck                                                | –                         |
| 16. Januar 2012 – 22. Januar 2012 1 Woche | 1                                        | Foster the People                        | Pumped Up Kicks Mark Derek Foster | –                         |
| 23. Januar 2012 – 4. März 2012 6 Wochen | 6                                        | Flo Rida feat. Sia                       | Wild Ones Raphaël David Judrin, Pierre-Antoine Joseph Michel Melki, Jacob Elisha Luttrell, Marcus Cooper, Benjamin Maddahi, Tramar Dillard, Axel Christofer Hedfords, Sia Kate Furler | –                         |
| 5. März 2012 – 11. März 2012 1 Woche | 1                                        | Gym Class Heroes feat. Neon Hitch        | Ass Back Home Ammar Malik, Travis McCoy, Matt McGinley, Disashi Lumumba-Kasongo, Eric Roberts, Daniel Omelio, David Silberstein, Benjamin Levin                                       | –                         |
| 12. März 2012 – 1. April 2012 3 Wochen | 3                                        | Fun feat. Janelle Monáe                  | We Are Young Nathaniel Joseph Ruess, Andrew Dost, Jack Michael Antonoff, Jeffrey Bhasker                                                                                              | –                         |
| 2. April 2012 – 6. Mai 2012 5 Wochen | 5                                        | Carly Rae Jepsen                         | Call Me Maybe Joshua Keeler Ramsay, Carly Rae Jepsen, Tavish Crowe | –                         |
| 7. Mai 2012 – 24. Juni 2012 7 Wochen (insgesamt 8) | 8                                        | Flo Rida                                 | Whistle Tramar Dillard, David Edward Glass, Antonio Clarence Mobley, Marcus Killian, Justin Scott Franks, Breyan Stanley Isaac, Arthur Scott Pingrey, Joshua Ralph                    | –                         |
| 25. Juni 2012 – 1. Juli 2012 1 Woche | 1                                        | Karise Eden                              | Stay with Me Baby George David Weiss, Jerry Ragovoy | –                         |
| 2. Juli 2012 – 8. Juli 2012 1 Woche (insgesamt 8) | 8                                        | Flo Rida                                 | Whistle Tramar Dillard, David Edward Glass, Antonio Clarence Mobley, Marcus Killian, Justin Scott Franks, Breyan Stanley Isaac, Arthur Scott Pingrey, Joshua Ralph                    | –                         |
| 9. Juli 2012 – 15. Juli 2012 1 Woche | 1                                        | Reece Mastin                             | Shout It Out Reece Mastin, David Nicholas Musumeci, Antonio Francesco Egizii | –                         |
| 16. Juli 2012 – 22. Juli 2012 1 Woche | 1                                        | Pink                                     | Blow Me (One Last Kiss) Gregory Allen Kurstin, Alecia B. Moore | –                         |
| 23. Juli 2012 – 5. August 2012 2 Wochen | 2                                        | Fun                                      | Some Nights Nathaniel Joseph Ruess, Andrew Dost, Jack Michael Antonoff, Jeffrey Bhasker                                                                                               | –                         |
| 6. August 2012 – 19. August 2012 2 Wochen | 2                                        | Justice Crew                             | Boom Boom Jeremy David Skaller, Robert W. Larow, Khaled Rohaim, Jay Sean, Marlon Timothy Bonds                                                                                        | –                         |
| 20. August 2012 – 30. September 2012 6 Wochen | 6                                        | Guy Sebastian feat. Lupe Fiasco          | Battle Scars Wasalu Muhammad Jaco, Guy Theodore Sebastian, David Ryan Harris | –                         |
| 1. Oktober 2012 – 11. November 2012 6 Wochen | 6                                        | Psy                                      | Gangnam Style Yoo Gun-hyung, Park Jae-sang | –                         |
| 12. November 2012 – 25. November 2012 2 Wochen | 2                                        | Swedish House Mafia feat. John Martin    | Don’t You Worry Child Michel Henry Allan Zitron, Martin John Lindström, Axel Christofer Hedfors, Steve Angello, Sebastian Carmine Ingrosso                                            | –                         |
| 26. November 2012 – 2. Dezember 2012 1 Woche | 1                                        | Samantha Jade                            | What You’ve Done to Me Tania Emilia F. Doko, David Nicholas Musumeci, Antonio Francesco Egizii, Jörgen Kjell Elofsson                                                                 | –                         |
| 3. Dezember 2012 – 20. Januar 2013 7 Wochen | 7                                        | Macklemore & Ryan Lewis feat. Wanz       | Thrift Shop Ben Haggerty, Ryan S. Lewis | –                         |

## Alben
| ← 2011 ← | Liste der Nummer-eins-Hits in Australien | Liste der Nummer-eins-Hits in Australien | Liste der Nummer-eins-Hits in Australien | 2013 →                    |
| \| Zeitraum \| Wo. ges. \| Interpret \| Titel \| Zusätzliche Informationen \| \| (Zeitraum, Wochen auf Platz eins, Interpret, Titel, zusätzliche Informationen) \| \| \| \| \| \| ------------------------------------------------------------------------------ \| -------- \| -------------------- \| --------------------- \| ------------------------- \| \| 5. Dezember 2011 – 8. Januar 2012 5 Wochen (insgesamt 12) \| 12 \| Michael Bublé \| Christmas \| – \| \| 9. Januar 2012 – 5. Februar 2012 4 Wochen (insgesamt 32) \| 32 \| Adele \| 21 \| – \| \| 6. Februar 2012 – 12. Februar 2012 1 Woche \| 1 \| Foster the People \| Torches \| – \| \| 13. Februar 2012 – 19. Februar 2012 1 Woche \| 1 \| Lana Del Rey \| Born to Die \| – \| \| 20. Februar 2012 – 18. März 2012 4 Wochen (insgesamt 32) \| 32 \| Adele \| 21 \| – \| \| 19. März 2012 – 1. April 2012 2 Wochen \| 2 \| Hilltop Hoods \| Drinking from the Sun \| – \| \| 2. April 2012 – 8. April 2012 1 Woche \| 1 \| Madonna \| MDNA \| – \| \| 9. April 2012 – 13. Mai 2012 5 Wochen \| 5 \| One Direction \| Up All Night \| – \| \| 14. Mai 2012 – 20. Mai 2012 1 Woche (insgesamt 32) \| 32 \| Adele \| 21 \| – \| \| 21. Mai 2012 – 27. Mai 2012 1 Woche \| 1 \| Keith Urban \| The Story So Far \| – \| \| 28. Mai 2012 – 3. Juni 2012 1 Woche \| 1 \| The Temper Trap \| The Temper Trap \| – \| \| 4. Juni 2012 – 10. Juni 2012 1 Woche \| 1 \| John Mayer \| Born and Raised \| – \| \| 11. Juni 2012 – 24. Juni 2012 2 Wochen \| 2 \| Missy Higgins \| The Ol’ Razzle Dazzle \| – \| \| 25. Juni 2012 – 1. Juli 2012 1 Woche \| 1 \| Justin Bieber \| Believe \| – \| \| 2. Juli 2012 – 12. August 2012 6 Wochen \| 6 \| Karise Eden \| My Journey \| – \| \| 13. August 2012 – 19. August 2012 1 Woche \| 1 \| Ed Sheeran \| + \| – \| \| 20. August 2012 – 2. September 2012 2 Wochen \| 2 \| (Soundtrack) \| The Sapphires \| – \| \| 3. September 2012 – 9. September 2012 1 Woche \| 1 \| Birdy \| Birdy \| – \| \| 10. September 2012 – 16. September 2012 1 Woche \| 1 \| Matchbox Twenty \| North \| – \| \| 17. September 2012 – 23. September 2012 1 Woche \| 1 \| The Amity Affliction \| Chasing Ghosts \| – \| \| 24. September 2012 – 28. Oktober 2012 5 Wochen (insgesamt 10) \| 10 \| Pink \| The Truth About Love \| – \| \| 29. Oktober 2012 – 18. November 2012 3 Wochen \| 3 \| Taylor Swift \| Red \| – \| \| 19. November 2012 – 2. Dezember 2012 2 Wochen \| 2 \| One Direction \| Take Me Home \| – \| \| 3. Dezember 2012 – 9. Dezember 2012 1 Woche \| 1 \| Guy Sebastian \| Armageddon \| – \| \| 10. Dezember 2012 – 6. Januar 2013 4 Wochen (insgesamt 12) \| 12 \| Michael Bublé \| Christmas \| – \| |                                          |                                          |                                          |                           |
| ← 2011 |                                          |                                          |                                          | → 2013 →                  |
| Zeitraum | Wo. ges.                                 | Interpret                                | Titel                                    | Zusätzliche Informationen |
| (Zeitraum, Wochen auf Platz eins, Interpret, Titel, zusätzliche Informationen) |                                          |                                          |                                          |                           |
| 5. Dezember 2011 – 8. Januar 2012 5 Wochen (insgesamt 12) | 12                                       | Michael Bublé                            | Christmas                                | –                         |
| 9. Januar 2012 – 5. Februar 2012 4 Wochen (insgesamt 32) | 32                                       | Adele                                    | 21                                       | –                         |
| 6. Februar 2012 – 12. Februar 2012 1 Woche | 1                                        | Foster the People                        | Torches                                  | –                         |
| 13. Februar 2012 – 19. Februar 2012 1 Woche | 1                                        | Lana Del Rey                             | Born to Die                              | –                         |
| 20. Februar 2012 – 18. März 2012 4 Wochen (insgesamt 32) | 32                                       | Adele                                    | 21                                       | –                         |
| 19. März 2012 – 1. April 2012 2 Wochen | 2                                        | Hilltop Hoods                            | Drinking from the Sun                    | –                         |
| 2. April 2012 – 8. April 2012 1 Woche | 1                                        | Madonna                                  | MDNA                                     | –                         |
| 9. April 2012 – 13. Mai 2012 5 Wochen | 5                                        | One Direction                            | Up All Night                             | –                         |
| 14. Mai 2012 – 20. Mai 2012 1 Woche (insgesamt 32) | 32                                       | Adele                                    | 21                                       | –                         |
| 21. Mai 2012 – 27. Mai 2012 1 Woche | 1                                        | Keith Urban                              | The Story So Far                         | –                         |
| 28. Mai 2012 – 3. Juni 2012 1 Woche | 1                                        | The Temper Trap                          | The Temper Trap                          | –                         |
| 4. Juni 2012 – 10. Juni 2012 1 Woche | 1                                        | John Mayer                               | Born and Raised                          | –                         |
| 11. Juni 2012 – 24. Juni 2012 2 Wochen | 2                                        | Missy Higgins                            | The Ol’ Razzle Dazzle                    | –                         |
| 25. Juni 2012 – 1. Juli 2012 1 Woche | 1                                        | Justin Bieber                            | Believe                                  | –                         |
| 2. Juli 2012 – 12. August 2012 6 Wochen | 6                                        | Karise Eden                              | My Journey                               | –                         |
| 13. August 2012 – 19. August 2012 1 Woche | 1                                        | Ed Sheeran                               | +                                        | –                         |
| 20. August 2012 – 2. September 2012 2 Wochen | 2                                        | (Soundtrack)                             | The Sapphires                            | –                         |
| 3. September 2012 – 9. September 2012 1 Woche | 1                                        | Birdy                                    | Birdy                                    | –                         |
| 10. September 2012 – 16. September 2012 1 Woche | 1                                        | Matchbox Twenty                          | North                                    | –                         |
| 17. September 2012 – 23. September 2012 1 Woche | 1                                        | The Amity Affliction                     | Chasing Ghosts                           | –                         |
| 24. September 2012 – 28. Oktober 2012 5 Wochen (insgesamt 10) | 10                                       | Pink                                     | The Truth About Love                     | –                         |
| 29. Oktober 2012 – 18. November 2012 3 Wochen | 3                                        | Taylor Swift                             | Red                                      | –                         |
| 19. November 2012 – 2. Dezember 2012 2 Wochen | 2                                        | One Direction                            | Take Me Home                             | –                         |
| 3. Dezember 2012 – 9. Dezember 2012 1 Woche | 1                                        | Guy Sebastian                            | Armageddon                               | –                         |
| 10. Dezember 2012 – 6. Januar 2013 4 Wochen (insgesamt 12) | 12                                       | Michael Bublé                            | Christmas                                | –                         |

## Jahreshitparaden
| ← 2011 ← | Liste der Nummer-eins-Hits in Australien | Liste der Nummer-eins-Hits in Australien | Liste der Nummer-eins-Hits in Australien | 2013 →   |
| \| Singles \| Position# \| Alben \| \| -------------------------------------------------------------------------------------------------------------------------------------------------------------------------------------------------------- \| --------- \| -------------------------- \| \| Call Me Maybe Carly Rae Jepsen Joshua Keeler Ramsay, Carly Rae Jepsen, Tavish Crowe \| 1 \| The Truth About Love Pink \| \| Gangnam Style Psy Yoo Gun-hyung, Park Jae-sang \| 2 \| Up All Night One Direction \| \| Battle Scars Guy Sebastian feat. Lupe Fiasco Wasalu Muhammad Jaco, Guy Theodore Sebastian, David Ryan Harris \| 3 \| 21 Adele \| \| Whistle Flo Rida Tramar Dillard, David Edward Glass, Antonio Clarence Mobley, Marcus Killian, Justin Scott Franks, Breyan Stanley Isaac, Arthur Scott Pingrey, Joshua Ralph \| 4 \| Christmas Michael Bublé \| \| Wild Ones Flo Rida feat. Sia Raphaël David Judrin, Pierre-Antoine Joseph Michel Melki, Jacob Elisha Luttrell, Marcus Cooper, Benjamin Maddahi, Tramar Dillard, Axel Christofer Hedfords, Sia Kate Furler \| 5 \| + Ed Sheeran \| \| Starships Nicki Minaj Onika Tanya Maraj, Nadir Khayat, Carl Anthony Falk, Rami Yacoub, Wayne Hector \| 6 \| My Journey Karise Eden \| \| Boom Boom Justice Crew Jeremy David Skaller, Robert W. Larow, Khaled Rohaim, Jay Sean, Marlon Timothy Bonds \| 7 \| Red Taylor Swift \| \| Skinny Love Birdy Justin Deyarmond Edison Vernon \| 8 \| Take Me Home One Direction \| \| Thrift Shop Macklemore & Ryan Lewis feat. Wanz Ben Haggerty, Ryan S. Lewis \| 9 \| Armageddon Guy Sebastian \| \| Don’t You Worry Child Swedish House Mafia feat. John Martin Michel Henry Allan Zitron, Martin John Lindström, Axel Christofer Hedfors, Steve Angello, Sebastian Carmine Ingrosso \| 10 \| Birdy \| |                                          |                                          |                                          |          |
| ← 2011 |                                          |                                          |                                          | → 2013 → |
| Singles | Position#                                | Alben                                    |                                          |          |
| Call Me Maybe Carly Rae Jepsen Joshua Keeler Ramsay, Carly Rae Jepsen, Tavish Crowe | 1                                        | The Truth About Love Pink                |                                          |          |
| Gangnam Style Psy Yoo Gun-hyung, Park Jae-sang | 2                                        | Up All Night One Direction               |                                          |          |
| Battle Scars Guy Sebastian feat. Lupe Fiasco Wasalu Muhammad Jaco, Guy Theodore Sebastian, David Ryan Harris | 3                                        | 21 Adele                                 |                                          |          |
| Whistle Flo Rida Tramar Dillard, David Edward Glass, Antonio Clarence Mobley, Marcus Killian, Justin Scott Franks, Breyan Stanley Isaac, Arthur Scott Pingrey, Joshua Ralph | 4                                        | Christmas Michael Bublé                  |                                          |          |
| Wild Ones Flo Rida feat. Sia Raphaël David Judrin, Pierre-Antoine Joseph Michel Melki, Jacob Elisha Luttrell, Marcus Cooper, Benjamin Maddahi, Tramar Dillard, Axel Christofer Hedfords, Sia Kate Furler | 5                                        | + Ed Sheeran                             |                                          |          |
| Starships Nicki Minaj Onika Tanya Maraj, Nadir Khayat, Carl Anthony Falk, Rami Yacoub, Wayne Hector | 6                                        | My Journey Karise Eden                   |                                          |          |
| Boom Boom Justice Crew Jeremy David Skaller, Robert W. Larow, Khaled Rohaim, Jay Sean, Marlon Timothy Bonds | 7                                        | Red Taylor Swift                         |                                          |          |
| Skinny Love Birdy Justin Deyarmond Edison Vernon | 8                                        | Take Me Home One Direction               |                                          |          |
| Thrift Shop Macklemore & Ryan Lewis feat. Wanz Ben Haggerty, Ryan S. Lewis | 9                                        | Armageddon Guy Sebastian                 |                                          |          |
| Don’t You Worry Child Swedish House Mafia feat. John Martin Michel Henry Allan Zitron, Martin John Lindström, Axel Christofer Hedfors, Steve Angello, Sebastian Carmine Ingrosso | 10                                       | Birdy                                    |                                          |          |